# Absurd (hverdagsligt)
|  | Andre artikler om emnet Absurd |
Absurd i denne betydning anvendes især som et skældsord om noget, man ikke bryder sig om, noget man synes er "for galt". Hyppigt vil det dreje sig om et eller andet politisk kontroversielt spørgsmål. Det kan så enten være noget bestående i samfundet eller noget, som en politiker eller et politisk parti har på programmet som en mærkesag. Man kan eksempelvis mene, at det er absurd at forlange på lovgivningsmæssigt plan, at nogen skal bære eller omvendt ikke må bære en bestemt type hovedbeklædning. Hvad man synes er absurd hhv. sund fornuft er således i denne betydning i allerhøjeste grad subjektivt. 
Et eksempel på absurditet fra privatsfæren kan være, at det er absurd at tro, at man ustraffet igennem længere tid kan bruge flere penge til forbrug, end man får ind i løn efter skat.
Et andet eksempel er hentet fra mundheldet "at gå over åen efter vand". Meningen er selvfølgelig den, at det er absurd at bruge flere ressourcer på at opnå et givet gode end strengt nødvendigt, at gå unødige omveje etc..  
 Der er for få eller ingen kildehenvisninger i denne artikel, hvilket er et problem. Du kan hjælpe ved at angive troværdige kilder til de påstande, som fremføres i artiklen.